# 「オブ・ザ・デッド」で終わる作品の一覧
本項目は、タイトルの最後に「オブ・ザ・デッド」がつく作品の一覧である。なお、シリーズ関係などの整理のため、便宜上「オブ・ザ・リビングデッド」で終わる作品も含んでいる。

## 背景
「オブ・ザ・デッド」 (of the dead) とは、英語で「死者の」を表す。
「オブ・ザ・デッド」がタイトルで流行することになった最初のきっかけは、ジョージ・A・ロメロ監督によるゾンビものホラー映画『ナイト・オブ・ザ・リビングデッド』（Night of the Living Dead, 1968年）および『ゾンビ』（Dawn of the Dead, 1978年）である。『ゾンビ』は日本をはじめとするいくつかの国では『ドーン・オブ・ザ・デッド』ではなく『ゾンビ』というタイトルで公開されたが、本作の文化的影響はきわめて大きく、これ以降にタイトルが「オブ・ザ・デッド」で終わるゾンビ映画が多数製作されるうえ、原典に「オブ・ザ・デッド」がつかない作品であっても日本語タイトルで「オブ・ザ・デッド」が付加されるようなことも起こるようになった。
翻訳者の風間賢二は、「これまで観ることができなかった他国の映画が、『ゾンビ』とか『〜オブ・ザ・デッド』とかが付いているおかげで観られるようになった」と、タイトルに「オブ・ザ・デッド」を付けることでゾンビ映画としてのジャンル分けがはっきりするため、マーケティングがやりやすく、観客にとってもアクセスがしやすくなったことを指摘している。

## 映像作品
注意事項は以下の通り。
- 日本語タイトルが確定していないものは英語タイトルのみ記載している。
- 年代順の一覧である。

### ジョージ・A・ロメロ監督によるもの
- 『ナイト・オブ・ザ・リビングデッド』（Night of the Living Dead、1968年） - 「リビングデッド」シリーズ第1作である。
- 『ゾンビ』（Dawn of the Dead、1978年） - 英語では『ドーン・オブ・ザ・デッド』というタイトルとなる。
- 『死霊のえじき』（Day of the Dead、1985年）
- 『ランド・オブ・ザ・デッド』（Land of the Dead、2005年）
- 『ダイアリー・オブ・ザ・デッド』（Diary of the Dead、2008年）
- 『サバイバル・オブ・ザ・デッド』（Survival of the Dead、2009年）

#### ロメロ作品のリメイク版及びそのシリーズ化
- 『ナイト・オブ・ザ・リビングデッド/死霊創世紀』（Night of the Living Dead、1990年） - ロメロ本人も関わった『ナイト・オブ・ザ・リビングデッド』のリメイク版である。
- 『ナイト・オブ・ザ・リビングデッド 最終版』（Night of the Living Dead: 30th Anniversary Edition・1999年）- 公開30周年を記念して製作された再編集版。15分の追加撮影分が加えられた。監督はジョン・A・ルッソ。ロメロは関わっていない。
- 『超立体映画ゾンビ3D』（Night of the Living Dead 3D、2003年） - 『ゾンビ』の3Dリメイク。
- 『ドーン・オブ・ザ・デッド』（Dawn of the Dead、2004年） - 『ゾンビ』のリメイク版であり、本作は原題そのままのタイトルで日本公開された。
- 『デイ・オブ・ザ・デッド』（Day of the Dead、2008年） - 『死霊のえじき』のリメイク版。
- Night of the Living Dead: Resurrection（2012年） - イギリスで作られたリメイク版。
- Night of the Living Dead 3D: Re-Animation（2012年） - 『超立体映画ゾンビ3D』の前日譚。
- A Night of the Living Dead （2014年）[4]
- Night of the Living Dead: Genesis （2015年）[5]
- Night of the Living Dead: Rebirth （2015年）[6]
- Night of the Living Dead: Origins （2015年） - 現在製作中の『ゾンビ』3D版リメイク。

#### ロメロ作品の関連作品
- 『ドキュメント・オブ・ザ・デッド』（Document of the Dead、1979年） - 『ゾンビ』に関するドキュメンタリー映画。
- 『バタリアン』（The Return of the Living Dead、1985年） - 『ナイト・オブ・ザ・リビングデッド』と同じ世界で展開されるという設定のパロディ作品。シリーズ化され、5作まで作られた。
- 『Fan of the Dead』（2003年） - ドキュメンタリー作品。
- 『チルドレン・オブ・ザ・デッド』（Children of the Living Dead、2001年） - シリーズ番外編として製作された作品。
- 『デイ・オブ・ザ・デッド2』（Day of the Dead 2: Contagium、2005年） - 『死霊のえじき』の続編と銘打っているが、『死霊のえじき』やリメイク版『デイ・オブ・ザ・デッド』とは実際には関係が無い。
- 『ジョージ・A・ロメロ Presents　BOOK OF THE DEAD　ブック・オブ・ザ・デッド』（Deadtime Stories、2009年） - ロメロが関わっているが原題に「オブ・ザ・デッド」は入っておらず、ゾンビが主題ではない[7]。
- Mimesis: Night of the Living Dead （2011年） - 『ナイト・オブ・ザ・リビングデッド』のファンを主人公にしたホラー映画。

### その他の映像作品
- 『吸血鬼ボボラカ』（Isle of the Dead、1945年） - ゾンビではなく、吸血鬼映画である。
- 『死霊の町 シティ・オブ・ザ・デッド』（The City of the Dead、1960年） - ロメロ以前のホラー映画。
- 『死霊の盆踊り』（Orgy of the Dead、1965年） - ロメロ以前のホラー映画。
- Garden of the Dead （1972年）
- 『メサイア・オブ・デッド』（Messiah of Evil/Dead People/Revenge of the Screaming Dead、1973年） - 日本語別タイトルが『メシア・オブ・ザ・デッド〜ゾンビの群れ〜』[8]。
- 『ミュータント／人類改造計画』（Mutant/Night Shadows、1984年） - DVD化の際の日本語別タイトルが『ミュータント・ゾンビ・オブ・ザ・デッド』であり、原題には「オブ・ザ・デッド」は入らない。
- Nudist Colony of the Dead （1991年）
- 『ゾンビ・オブ・ザ・デッド』（Flesh Freaks、2000年）
- 『ゾンビ・オブ・ザ・デッド2』（Biohazardous、2001年）
- 『サバイバル・オブ・ザ・デッド』（Nikos the Impaler、2003年） - アンドレアス・シュナース監督による作品で、ロメロの『サバイバル・オブ・ザ・デッド』とは無関係であり、本来のタイトルに「オブ・ザ・デッド」は入っていない。
- 『ハウス・オブ・ザ・デッド』（House of the Dead、2003年） - ゲーム『ザ・ハウス・オブ・ザ・デッド』を原作とする映画。
  - 『ハウス・オブ・ザ・デッド2』（2005年） - 上記作品の続編。
- 『ミート・オブ・ザ・デッド』（Dead Meat、2004年） - 原題には「オブ・ザ・デッド」は入らない[9]。
- 『レイク・オブ・ザ・デッド』（Ghost Lake、2004年） - 原題には「オブ・ザ・デッド」は入らない[10]。
- 『ウエスト・オブ・ザ・デッド』（All Souls Day: Dia de los Muertos、2005年） - 原題には「オブ・ザ・デッド」は入らない。
- 『ショーン・オブ・ザ・デッド』（Shaun of the Dead、2004年） - エドガー・ライト監督による作品。
- 『ダンス・オブ・ザ・デッド』（Dance of the Dead、2005年） - テレビ番組『マスターズ・オブ・ホラー』の一作である[11]。
- 『東京・オブ・ザ・デッド 3日』（2005年）[12]
- Legion of the Dead （2005年）
- 『フォレスト・オブ・ザ・デッド』（Severed、2005年） - 原題には「オブ・ザ・デッド」は入らない[13]。
- 『プラネット・オブ・ザ・デッド』（Raiders of the Damned、2005年） - 原題には「オブ・ザ・デッド」は入らない[14]。
- 『ゾンビ・オブ・ザ・デッド 沼からきた緑色のヤツ』（Swamp Zombies!!!、2005年） - 原題には「オブ・ザ・デッド」は入らない[15]。
- 『マシーン・オブ・ザ・デッド』（Exterminator City、2005年） - 原題には「オブ・ザ・デッド」は入らない[16]。
- 『ムーンライト・オブ・ザ・デッド』（Moonlight Mountain、2005年） - 原題には「オブ・ザ・デッド」は入らない[17]。
- 『アイランド・オブ・ザ・デッド』（Island of the Living Dead、2006年）
- 『シティ・オブ・ザ・デッド』（Last Rites、2006年） - 原題には「オブ・ザ・デッド」は入らない[18]。
- Gangs of the Dead （2006年）
- 『ゾンビ・オブ・ザ・デッド3 エボリューションキング』（2006年） - 原題には「オブ・ザ・デッド」は入らない[19]。
- 『ゾンビ・オブ・ザ・デッド 感染病棟』（Night of the Dead、2006年） - 原題は『ナイト・オブ・ザ・デッド』である。
- 『ウォー・オブ・ザ・デッド』（Zombie Wars、2007年） - 原題には「オブ・ザ・デッド」は入らない。
- 『検死官 アイ・オブ・ザ・デッド』（Messages、2007年） - 原題には「オブ・ザ・デッド」は入らない。
- 『ゴースト・オブ・ザ・デッド』 - 日本映画[20]
- Dorm of the Dead （2007年）
- 『デッド・フライト』（Flight of the Living Dead: Outbreak on a Plane、2007年） - 原題には入っているが、日本語版タイトルには「オブ・ザ・リビングデッド」は入っていない。
- 『バンク・オブ・ザ・デッド』（Dead Heist、2007年） - 原題には「オブ・ザ・デッド」は入らない[21]。
- 『ワイルド・オブ・ザ・デッド』（Undead or Alive、2007年） - 原題には「オブ・ザ・デッド」は入らない[22]。
- Rise of the Dead （2007年）[23]
- Train of the Dead （2007年） - タイ映画[24]。
- 『悪魔の毒々パーティ』（Dance of the Dead、2008年） - 原題には入っているが、日本語版タイトルには「オブ・ザ・デッド」は入っていない。
- 『エクスタシー・オブ・ザ・デッド』（The Wicked、2008年） - 原題には「オブ・ザ・デッド」は入らない。また、ゾンビ映画ではなくヴァンパイア映画である[25]。
- 『エンド・オブ・ザ・デッド』（Grave Mistake、2008年） - 原題には「オブ・ザ・デッド」は入らない[26]。
- Street of the Dead （2008年）[27]
- 『コリン LOVE OF THE DEAD』（Colin、2008年） - イギリスのゾンビ映画。原題には「オブ・ザ・デッド」は入らない。
- 『セール・オブ・ザ・デッド』（I Sell the Dead、2008年） - 原題には「オブ・ザ・デッド」は入らない。
- 『セクシー・キラー リベンジ・オブ・ザ・デッド』（Sexy Killer、2008年） - 原題には「オブ・ザ・デッド」は入らない[28]。
- 『ゾンビ・オブ・ザ・デッド 夕陽の決闘』（Fistful of Brains、2008年） - 原題には「オブ・ザ・デッド」は入らない[29]。
- 『ダーク・オブ・ザ・デッド』（Virus Undead、2008年） - 原題には「オブ・ザ・デッド」は入らない[30]。
- 『ダスク・オブ・ザ・デッド』（Splinter、2008年） - 原題には「オブ・ザ・デッド」は入らない[31]。
- 『チキン・オブ・ザ・デッド/悪魔の毒々バリューセット』（Poultrygeist: Night of the Chicken Dead、2008年）[32]
- 『ムーン・オブ・ザ・デッド』（Seventh Moon、2008年） - 原題には「オブ・ザ・デッド」は入らない[33]。
- 『アイス・オブ・ザ・デッド』（Necrosis、2009年） - 原題には「オブ・ザ・デッド」は入らない。
- 『アポカリプス・オブ・ザ・デッド』（The Bleeding、2009年） - 原題には「オブ・ザ・デッド」は入らない。
- 『カミングアウト・オブ・ザ・デッド』（ZMD: Zombies of Mass Destruction (film)、2010年） - 原題には「オブ・ザ・デッド」は入らない。
- 『ゾーン・オブ・ザ・デッド』（Zone of the Dead、2009年）[34]
- 『ホスピタル・オブ・ザ・デッド 〜閉ざされた病院〜』（Patient X、2009年） - 原題には「オブ・ザ・デッド」は入らない。[35]
- 『ブレイク・オブ・ザ・デッド』（Eat Me!、2010年） - 原題には「オブ・ザ・デッド」は入らない[36]。
- 『マスク・オブ・ザ・デッド／恐怖のサバイバルゲーム』（False Face、2009年） - 原題には「オブ・ザ・デッド」は入らない[37]。
- 『モンスター・オブ・ザ・デッド ビキニビーチの惨劇』（Monster from Bikini Beach、2009年） - 原題には「オブ・ザ・デッド」は入らない[38]。
- 『レディオ・オブ・ザ・デッド』（Dead Air、2009年） - 原題には「オブ・ザ・デッド」は入らない[39]。
- Renaissance of the Dead （2009年）[40]
- 『タワー・オブ・ザ・デッド』（The Terror Experiment/Fight or Flight、2010年） - 原題には「オブ・ザ・デッド」は入らない[41]。
- 『フライ・オブ・ザ・デッド』（Prowl、2010年） - 原題には「オブ・ザ・デッド」は入らない[42]。
- Stag Night of the Dead （2010年）
- 『ブレイク・オブ・ザ・デッド』（Eat Me!、2010年） - 原題には「オブ・ザ・デッド」は入らない[36]。
- 『ベルリン・オブ・ザ・デッド』（Rammbock / Siege of the Dead、2010年） - ドイツ映画[43]。
- 『ラン・オブ・ザ・デッド』（Devil's Playground、2010年） - 原題には「オブ・ザ・デッド」は入らない[44]。
- 『サンズ SUN OF THE DEAD』（2011年） - 日本のゾンビ映画。
- 『ゾンビ革命-フアン・オブ・ザ・デッド』（Juan of the Dead、スペイン語: Juan de los Muertos、2011年） - キューバ・スペイン合作のゾンビ映画。
- 『エリア・オブ・ザ・デッド』 - アメリカの大学で行われている遊びを映画化したものである。原題には「オブ・ザ・デッド」は入らない。
- Dale of the Dead （2010年）[45]
- 『暴動・オブ・ザ・デッド』（Portrait of a Zombie、2010年） - アイルランド映画。原題には「オブ・ザ・デッド」は入らない[46]。
- 『これはゾンビですか?オブ・ザ・デッド』（2012年） - 日本のテレビアニメ作品（第2期）。原作の小説、およびテレビアニメ第1期には「オブ・ザ・デッド」は入らない。
- 『アルマゲドン・オブ・ザ・デッド』（Solid State、2013年） - 原題には「オブ・ザ・デッド」は入らない。
- 『インド・オブ・ザ・デッド』（Go Goa Gone、2013年） - インドのゾンビ映画。原題には「オブ・ザ・デッド」は入らない[47]。
- 『シー・オブ・ザ・デッド』（Mar Negro、2013年） - 原題には「オブ・ザ・デッド」は入らない[48]。
- 『ゾンビ・ハイスクール』（Detention of the Dead、2013年） - 原題には入っているが、日本語版タイトルには「オブ・ザ・デッド」は入っていない[49]。
- Theatre of the Dead （2013年）[50]
- Knight of the Dead （2013年）[51]
- 『ゴール・オブ・ザ・デッド』（Goal of the Dead、2014年） - フランス映画。[52]
- 『玉川区役所 OF THE DEAD』（2014年） - 日本のテレビドラマ。
- 『ニート・オブ・ザ・デッド』（2014年） - 日本の短編ゾンビ映画[53]。
- 『新選組オブ・ザ・デッド』（2015年） - 日本のゾンビ映画。
- 『ハーモニー・オブ・ザ・デッド』（Extinction、2015年） - 原題には「オブ・ザ・デッド」は入らない[54]。
- 『ナチス・オブ・ザ・デッド』（Bunker of the Dead、2015年） - ドイツ映画、日本未公開[55]。
- Convention of the Dead （2015年）[56]
- Date of the Dead （2015年）[57]
- 『カメラを止めるな!』（2017年） - 日本のゾンビ映画。劇中ドラマのタイトルが「ONE CUT OF THE DEAD」であり、映画自体の英題にもそれを採用している。
- 『スマホ拾っただけなのに』（2019年） - 日本映画。英題「PHONE OF THE DEAD」。
- Die Kinder der Toten (The Children of the Dead, 2019)  - エルフリーデ・イェリネクの小説に基づく映画[58]
- 『アーミー・オブ・ザ・デッド』（Army of the Dead、2020年）

## 書籍
- Die Kinder der Toten (The Children of the Dead, 1995) - エルフリーデ・イェリネクの小説[58]
- 『学園黙示録 HIGHSCHOOL OF THE DEAD』（佐藤大輔原作、佐藤ショウジ作画、富士見書房、2006年 - ）漫画作品。テレビアニメ・OVA化もされている。
- 『ブロードウェイ・オブ・ザ・デッド 女ンビ -童貞SOS-』（すぎむらしんいち作  講談社 2010年 - 2017年）漫画作品。
- 『奥の細道・オブ・ザ・デッド』（森晶麿作、PHP研究所、2011年） - 2011年日本タイトルだけ大賞受賞作である。
- 『オブザデッド・マニアックス』（大樹連司作、小学館、2011年）[2]
- 『FAKE OF THE DEAD』（土橋真二郎作、KADOKAWA/アスキー・メディアワークス、2014年）
- 『彼氏・オブ・ザ・デッド』（西台もか作、MACCO絵、KADOKAWA/エンターブレイン、2016年）
- 『ベルサイユオブザデッド』（スエカネクミコ、小学館、2016年）
- 『こころ オブ・ザ・デッド〜スーパー漱石大戦〜』（夏目漱石原作、架神恭介アメイジング翻案、目黒三吉作画、アース・スター エンターテイメント、2016年 - ）漫画作品。
- 『コンテクスト・オブ・ザ・デッド』（羽田圭介作、講談社、2016年 / 講談社文庫、2018年）
- 『限界集落・オブ・ザ・デッド』（ロッキン神経痛作、六七質絵、かんくろう絵、カドカワBOOKS、2017年）
- 『ゾン100〜ゾンビになるまでにしたい100のこと〜』（麻生羽呂原作、高田康太郎、小学館、2018年　- ）漫画作品。英題が『Zom 100: Bucket List of the Dead』であり、また各話のサブタイトルは全てオブザデッドで終わっている。
- JKオブ・ザ・デッド (作画:西条真二、脚本:森橋ビンゴ、竹書房、2019年) 漫画作品。

## ゲーム
- ザ・ハウス・オブ・ザ・デッドシリーズ - セガ・インタラクティブが出しているゲーム[59]
  - ザ・ハウス・オブ・ザ・デッド (1997年)[59]
  - ザ・ハウス・オブ・ザ・デッド 2 (1998年)[59]
    - ザ・タイピング・オブ・ザ・デッド - 上記作品に基づくタイピングソフト[59]

  - ザ・ハウス・オブ・ザ・デッド III (2002年)[59]
  - ザ・ハウス・オブ・ザ・デッド 4 (2005年)[59]
  - 愛されるより愛シタイ 〜THE HOUSE OF THE DEAD EX〜 (2008年)[60]
  - ザ・ハウス・オブ・ザ・デッド オーバーキル (2009年)[59]
  - ハウス・オブ・ザ・デッド 〜スカーレット・ドーン〜 (2018年)[59]
- ビーチ・オブ・ザ・デッド（原題：活死人之海灘、フトンレコード、2022年）

### アダルトゲーム
- ×× of the Dead（SYOKU、2015年）

## 音楽
- 薔薇園 オブ ザ デッド (2012年) - 特撮の楽曲[61]
- ソングオブザデッド(2023年)-テレビアニメ「ゾン100〜ゾンビになるまでにしたい100のこと〜」OPテーマ
- ハピネス　オブ　ザ　デッド(2023年)-テレビアニメ「ゾン100〜ゾンビになるまでにしたい100のこと〜」EDテーマ